# Liocranum concolor
Liocranum concolor är en spindelart som beskrevs av Simon 1878. Liocranum concolor ingår i släktet Liocranum och familjen månspindlar. Inga underarter finns listade i Catalogue of Life.